# خرس خاکستری (فیلم ۱۹۷۶)
«خرس خاکستری» (انگلیسی: Grizzly (1976 film)) فیلمی در ژانر ترسناک است که در سال ۱۹۷۶ منتشر شد. از بازیگران آن می‌توان به کریستوفر جورج، اندرو پرین، و ریچارد جاکل اشاره کرد.